# باربرا بيم
باربرا بيم (بالإنجليزية: Barbara Pym)‏ (2 يونيو 1913 في المملكة المتحدة - 11 يناير 1980 في المملكة المتحدة)؛ كاتِبة وروائية بريطانية.

## روابط خارجية
- باربرا بيم على موقع الموسوعة البريطانية (الإنجليزية)
- باربرا بيم على موقع إن إن دي بي (الإنجليزية)